# Alpin II di Dalriada
Alpin mac Echdach (778 circa – Galloway, 20 luglio o 20 agosto 834) è stato re di Dál Riata, un antico regno che incluse parti di Irlanda e Scozia.

## Biografia
Nacque attorno al 778 da Eochaid mac Áeda.
Le cronache dello storico scozzese Giovanni di Fordun riguardano la successione di Alpin nell'831 come Re di Dalriada e la sua repentina caduta per mano dei Pitti il 20 luglio o il 20 agosto 834, dopo tre anni di regno. La Cronica Regum Scottorum del XII secolo indica "Alpin filius Eochal venenosi iii, Kynedus filius Alpini primus rex Scottorum xvi…" come sovrano di Dalriada, datato al IX secolo.
Alpin è ricordato principalmente per la guerra intrapresa contro i Pitti, i quali si erano impadroniti del Regno. Pertanto, Alpin decise di deporre con la forza il re nemico e lo incontrò con il suo esercito vicino al villaggio di Angus, dove si tenne una dura battaglia fino a quando il re dei Pitti non venne ucciso, ottenendo così la vittoria. Tuttavia, un nuovo re di "alta discendenza e nobili conquiste" (forse Drest) fu eletto re dei Pitti, che a Galloway nel 834 sconfisse re Alpin, che fu messo a morte insieme a molti dei suoi nobili. Si dice che la testa di Alpin sia stata fissata a un palo e portata trionfalmente dall'esercito dei Pitti fino a Abernethy, la loro capitale, dove fu allestita per lo spettacolo indetto in onere della grande vittoria. Questo però fu poi severamente punito dagli Scoti.
Alpín morì combattendo i Pitti in Galloway il 20 luglio o il 20 agosto dell'anno 834. Non è chiaro se sia caduto in battaglia oppure se sia stato decapitato alla fine di essa. In ogni caso il suo successore fu suo figlio Kenneth MacAlpin.

## Famiglia
La madre di Alpín era la sorella ed erede di Causantín mac Fergusa, Re dei Pitti. Alpin sposò una "principessa scozzese", ed ebbe due figli: Kenneth MacAlpin e Donald MacAlpin.

## Ascendenza
|                       |   |   | Genitori |  |  | Nonni |  |  | Bisnonni            |  |  | Trisnonni              |  |
|                       |   |   |          |  |  |       |  |  | Eochaid mac Echdach |  |  | Eochaid mac Domangairt |  |
|                       |   |   |          |  |  |       |  |  | Eochaid mac Echdach |  |  | Eochaid mac Domangairt |  |
|                       |   | … |          |  |  |       |  |  | Eochaid mac Echdach |  |  |                        |  |
| Áed Find              |   |   |          |  |  |       |  |  | Eochaid mac Echdach |  |  |                        |  |
|                       |   | … | …        |  |  |       |  |  |                     |  |  |                        |  |
|                       |   | … | …        |  |  |       |  |  |                     |  |  |                        |  |
|                       |   | … | …        |  |  |       |  |  |                     |  |  |                        |  |
| Eochaid mac Áeda      |   | … |          |  |  |       |  |  |                     |  |  |                        |  |
|                       |   | … | …        |  |  |       |  |  |                     |  |  |                        |  |
|                       |   | … | …        |  |  |       |  |  |                     |  |  |                        |  |
|                       |   | … | …        |  |  |       |  |  |                     |  |  |                        |  |
| …                     |   | … |          |  |  |       |  |  |                     |  |  |                        |  |
|                       |   | … | …        |  |  |       |  |  |                     |  |  |                        |  |
|                       |   | … | …        |  |  |       |  |  |                     |  |  |                        |  |
|                       |   | … | …        |  |  |       |  |  |                     |  |  |                        |  |
| Alpin II di Daldriada |   | … |          |  |  |       |  |  |                     |  |  |                        |  |
|                       | … | … |          |  |  |       |  |  |                     |  |  |                        |  |
|                       | … | … |          |  |  |       |  |  |                     |  |  |                        |  |
|                       | … | … |          |  |  |       |  |  |                     |  |  |                        |  |
| …                     | … |   |          |  |  |       |  |  |                     |  |  |                        |  |
|                       |   | … | …        |  |  |       |  |  |                     |  |  |                        |  |
|                       |   | … | …        |  |  |       |  |  |                     |  |  |                        |  |
|                       |   | … | …        |  |  |       |  |  |                     |  |  |                        |  |
| Fergusa (?)           |   | … |          |  |  |       |  |  |                     |  |  |                        |  |
|                       |   | … | …        |  |  |       |  |  |                     |  |  |                        |  |
|                       |   | … | …        |  |  |       |  |  |                     |  |  |                        |  |
|                       |   | … | …        |  |  |       |  |  |                     |  |  |                        |  |
| …                     |   | … |          |  |  |       |  |  |                     |  |  |                        |  |
|                       |   | … | …        |  |  |       |  |  |                     |  |  |                        |  |
|                       |   | … | …        |  |  |       |  |  |                     |  |  |                        |  |
|                       |   | … | …        |  |  |       |  |  |                     |  |  |                        |  |
|                       |   | … |          |  |  |       |  |  |                     |  |  |                        |  |